# Øvre Telemark

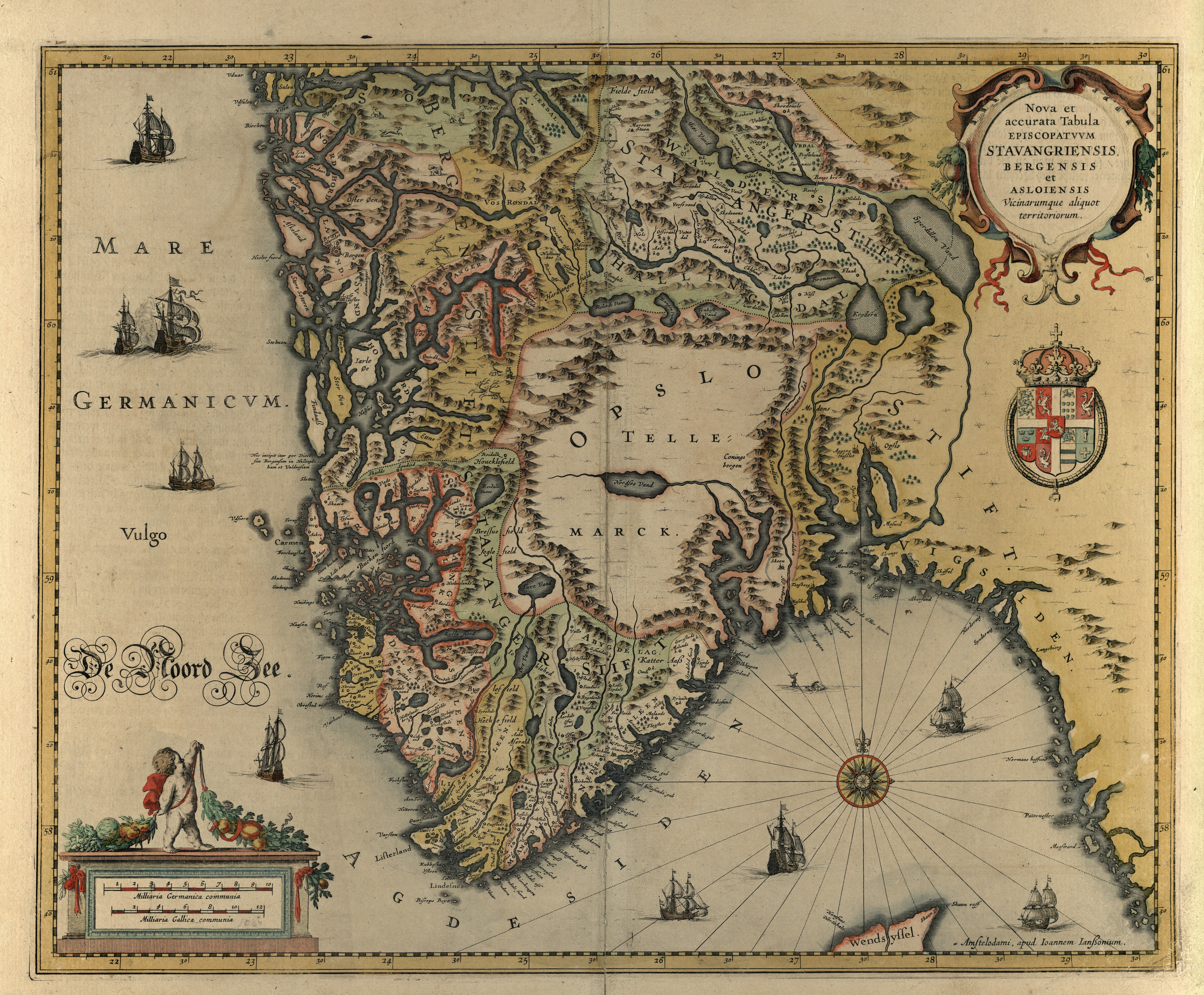
I denna karta från 1636 är "Tellemarck" (det vill säga Övre Telemark) markerat i vitt.

Øvre Telemark, historiskt kallat bara Telemark eller Skattlandet, är en benämning på den inre delen av Telemark i modern mening. Namnet Telemark är sammansatt av Þilir och mǫrk och betyder "telenas mark"; telenerna var den folkgrupp eller stammen som bodde i det som senare blev kallat Øvre Telemark under folkvandringstiden och vikingatiden. (Øvre) Telemark gav namn till det senare fylket Telemark. Øvre Telemark enligt moderna definitioner utgör runt 80 % av Telemarks fylke, eller över 12 000 kvadratkilometer (ungefär 26 gånger Oslos fylkes yta); enligt denna definition består Øvre Telemark av kommunerna Vinje, Tokke, Seljord, Fyresdal, Kviteseid, Nissedal, Tinn, Hjartdal, Notodden, Mitt-Telemark och Nome.